# Casa a la muralla de Sant Francesc, 48
Casa a la muralla de Sant Francesc, 48 és una obra de Montblanc (Conca de Barberà) protegida com a Bé Cultural d'Interès Local.

## Descripció
Casa de poble de quatre plantes amb coberta de teules a doble vessant. Tot el conjunt conserva encara l'antic embigat de fusta i el paviment de tova. La planta baixa presenta dues portes de magatzem i una central d'habitatge. Aquesta planta, més alta que les altres té un pis intermedi amb dos balcons. La façana queda unificada per la decoració, molt simple, d'esgrafiat geomètric.